# Enno Wagner

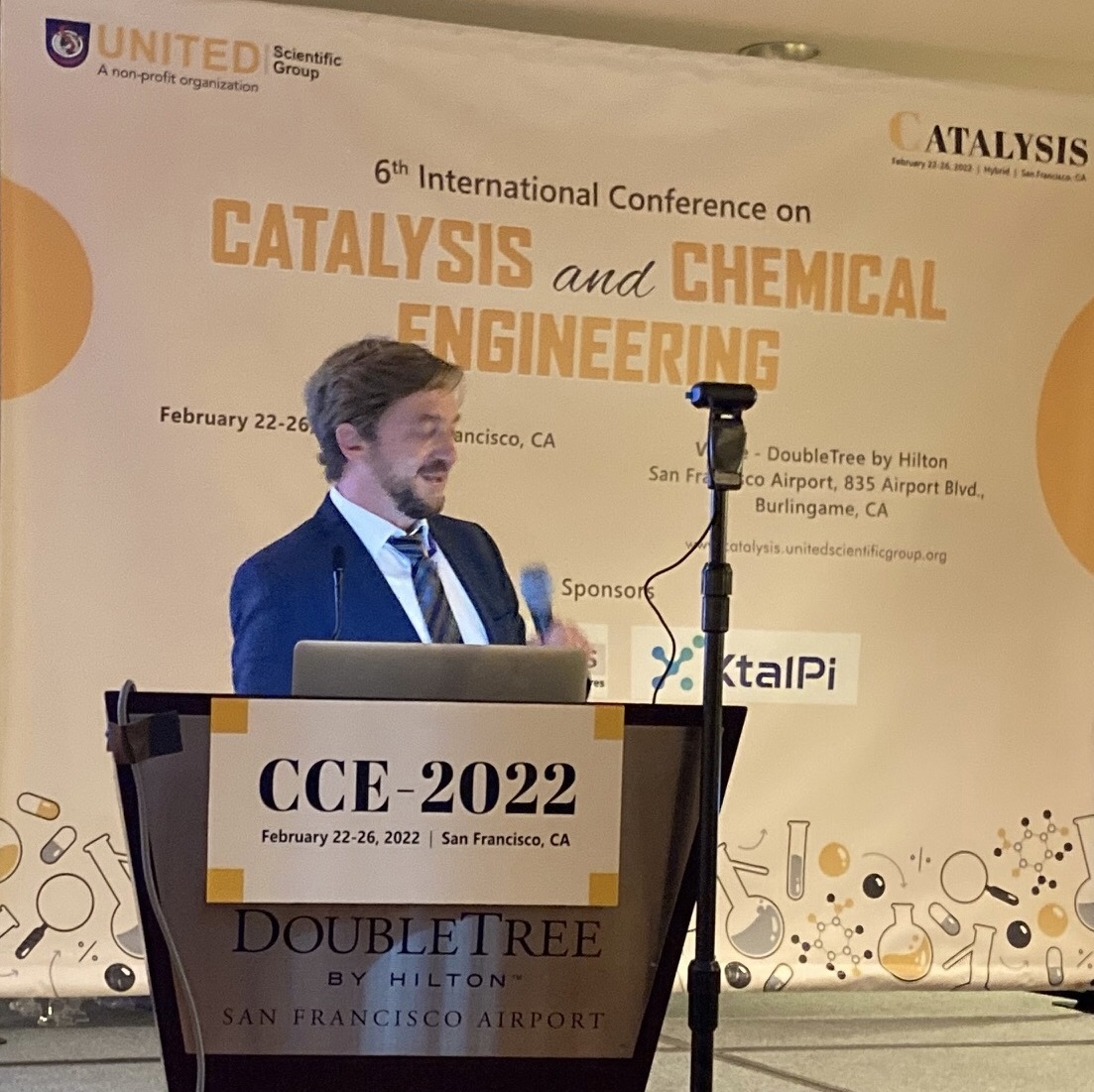
Enno Wagner (auf der 6^{th} international conference on Catalysts and Chemical Engineering, 22.–24. Februar 2022, San Francisco, USA)

Enno Wagner (* 16. September 1973 in Mainz) ist ein deutscher Ingenieurwissenschaftler und Professor für Mechatronische Konstruktion und Technische Mechanik an der Frankfurt University of Applied Sciences, mit den Forschungsgebieten Thermodynamik, Elektrolyse- und Brennstoffzellen, sowie Wasserstofftechnologie.

## Leben und Werdegang
Enno Wagner wuchs in Mainz auf und erlangte 1994 das Abitur. Er studierte Maschinenbau an der Technischen Universität Darmstadt mit den Schwerpunkten Mechatronik und Energietechnik. Nach einem Praktikum am Deutschen Zentrum für Luft- und Raumfahrt studierte für ein Semester an der University of Canterbury in Christchurch Neuseeland. Im Jahr 2003 verfasste er seine Diplomarbeit am Fraunhofer Institut für solare Energiesysteme in Freiburg über eine reversible Brennstoffzelle.
Im Anschluss an das Studium erhielt er eine Anstellung als wissenschaftlicher Mitarbeiter an der Technischen Universität Darmstadt am Fachgebiet für Technische Thermodynamik unter der Leitung von Peter Stephan. In seiner Doktorarbeit mit dem Thema „Hochauflösende Messungen bei Blasensieden von Reinstoffen und binären Gemischen“ befasste er sich mit der Thermodynamik von Dampfblasen und untersuchten den Wärme- und Stofftransport mit mikroskopischen Messungen, unter anderem in der Schwerelosigkeit bei einem Parabelflug. Seine Promotion erlangte er 2008.
Während seiner Industrietätigkeit arbeitete er zunächst als Consultant für das Chemical Energy Management bei Evonik Degussa in Hanau. Von 2010 bis 2014 war er bei Stiebel Eltron in Holzminden als Gruppenleiter in der Wärmepumpenentwicklung tätig. Im Anschluss daran verantwortete er als Manager bei Weiss Technik in Reiskirchen die Steuerung von Umweltsimulationsanlagen.
Im April 2019 erfolgte der Ruf zum Professor an die Frankfurt University of Applied Sciences. Hier ist er Leiter des Bachelor-Studiengangs Mechatronik. Zudem hat er das Labor für Brennstoffzellentechnik aufgebaut. Seine Lehrveranstaltungen in den Bachelor- und Masterstudiengängen umfassen die Mechatronische Konstruktion, die Technische Mechanik und die Thematik Brennstoffzellen und Wasserstoff. Sein Forschungsschwerpunkt liegt im Bereich der alkalischen Elektrolyse, zur effizienten Herstellung von grünem Wasserstoff. Ziel ist die Entwicklung kostengünstiger Speichergeräte für Privatpersonen und kleinere Gewerbebetriebe.
Zudem ist er als Entwicklungsingenieur und Inhaber des Ingenieurbüro ennoble-power tätig.

## Positionen
Er stellte in mehreren Artikeln und Interviews klar, dass die Bekämpfung des Klimawandels und die Energiewende zu einer umweltverträglichen Wirtschaftsweise die größte Herausforderung der Menschheit seit Beginn der Industrialisierung darstellt und hohe Investitionen sowie mentales Umdenken und innovative Denkansätze erforderlich macht.
Er ist überzeugt, dass grüner Wasserstoff eine wesentliche Rolle in einer nachhaltigen und umweltverträglichen Energielandschaft einnehmen wird. Vor allem für die saisonale Speicherung von Solarenergie, zur Stabilisierung der Stromnetze und für die chemische Industrie wird Wasserstoff unverzichtbar sein, Mit Wasserstofftanks in Brennstoffzellenfahrzeugen lassen sich große Distanzen umweltverträglicher überbrücken als mit reinen Batteriefahrzeugen. Kritisch sieht er die breite Nutzung von grauem Wasserstoff oder blauem Wasserstoff für Industrie, Verkehr und Gebäudebeheizung mit dem Versprechen, dass fossile Infrastrukturen uneingeschränkt bestehen bleiben können. Da die Energiespeicherung mit Wasserstoff stets verlustbehaftet ist, sollten die Einsatzzwecke sorgfältig überdacht werden. Der Energiepolitik wirft er vor, zwar einzelne große Industrieprojekte mit Milliardeninvestitionen zu fördern, jedoch zu wenig in den Mittelstand zu investieren. Mit einem neuen Preismodell für grünen Wasserstoff könnte beispielsweise die regionale Wasserstoffproduktion angekurbelt werden. Stärkere Investition in die Entwicklung der Brennstoffzellentechnologie hätte positive Effekte auf die Wertschöpfung im Mittelstand.
Er ist der Überzeugung, dass sich kleine smarte Wasserstoffgeräte auch kostengünstige für Privathaushalte und Kleinunternehmen herstellen lassen. Hierbei sollen effiziente alkalische Elektrolyseure zum Einsatz kommen, die keine teuren, ressourcenknappe Edelmetalle wie Platin und Iridium benötigen, sondern mit günstigen Nickel-Elektroden auskommen.
Seine Forschungsaktivitäten zielen auf eine grundlegende Verbesserung der Effizienz von Wasserstoffgeräten ab. Nach seiner Auffassung ist vor allem die Bildung von Gasblasen während der Elektrolyse ein komplexer und verlustbehafteter Prozess, bei dem Entropie und Abwärme produziert werden [Wagner/Kohnke 2020]. So konnte er mit einer reversiblen alkalischen Brennstoffzelle mit Gasdiffusion – ohne Blasenbildung – einen Elektrolyse-Wirkungsgrad von rund 100 % nachweisen.
Im Jahr 2018 stellte er zum ersten Mal das Instrument der Syntropie-Kennzahl vor. Hiermit ist eine einfache Korrelation zur Analyse der Nachhaltigkeit gegeben, die beispielsweise auf Unternehmen des produzierenden Gewerbes angewandt werden kann. Es wird die Anzahl der generierten Neuerungen (Patente) ins Verhältnis zur umgesetzten Exergiemenge gesetzt. Die Kennzahl gibt Aufschluss darüber, wie effizient Betriebe Energie und Information verarbeiten und hat damit eine Signifikanz für künftige Systemenalysen.
Es gehen, eine exakte Beschreibung des Begriffes Syntropie und die mathematische Herleitung eines Energie-Informations-Modells auf ihn zurück. Demnach ist Syntropie eine hochwertige Energieform, die neben physikalischer Energie (Exergie) auch strukturelle Information transportieren und Ordnung schaffen kann.  Nach seinem Modell steigt mit zunehmender Dissipation der Exergie/Syntropie die dabei freigesetzte Information exponentiell an. Die aktuelle Information (auch self-information, oder Shannon-Information) beschreibt die Wahrscheinlichkeit mit der geordnete oder komplexe Strukturen fern des Gleichgewichts entstehen, sowie deren Neuheits- oder Überraschungswert für einen unvoreingenommenen Beobachter.  Das Modell hat weitreichende Gültigkeit und Bedeutung von der atomaren Ebene, über die Blasenbildung in Elektrolyseuren, bis hin zu Computersystemen und künstlicher Intelligenz.

## Publikationen

### Monographien
- E. Wagner: Das System Brennstoffzelle – Wasserstoffanwendungen ganzheitlich entwickeln, Ingenieurwissenschaftliches Fachbuch, Carl Hanser Verlag, München 2023, ISBN 978-3-446-47260-0.
- E. Wagner: Hochauflösende Messungen beim Blasensieden von Reinstoffen und binären Gemischen, Dissertation, Shaker Verlag, Aachen 2009.

### Beiträge in Sammelbänden
- P. Stephan, E. Wagner, R. Nasarek: Liquid Crystal Technique for Measuring Temperature, Encyclopedia of Micro- and Nano-Fluidics, Ed. D. Li, 1. Edition (2008) Springer 1012-1022

### Journalveröffentlichungen (peer reviewed)
- E. Wagner, E. Delp, R. Mishra: Energy Storage with Highly-Efficient Electrolysis and Fuel Cells: Experimental Evaluation of Bifunctional Catalyst Structures, Topics in Catalysis (2023) 66:546–559, doi.org/10.1007/s11244-022-01771-7
- E. Wagner, H.-J. Kohnke: Another Chance for Classic AFCs? – Experimental Investigation of a Cost-Efficient Unitized Regenerative Alkaline Fuel Cell, Using Platinum-free Gas  Diffusion Electrodes. Fuel Cells (2020) 20, No. 6, 718–729
- E. Wagner, P. Stephan: High resolution measurement at nucleate boiling of pure FC- 84 and FC-3284 and its binary mixtures. ASME Journal of Heat Transfer (2009) 131, Issue 12, 1-12
- E. Wagner, P. Stephan: Frequency response of a surface thermometer based on unencapsulated thermochromic liquid crystals. Experimental Thermal and Fluid Science (2007) 31, 687–699
- E. Wagner, C. Sodtke, N. Schweizer, P. Stephan: Experimental study of nucleate boiling heat transfer under low gravity conditions using TLCs for high resolution temperature measurements, Heat Mass Transfer (2006) 42,875–883
- U. Wittstatt, E. Wagner, T. Jungmann: Membrane electrode assemblies for unitized regenerative polymer electrolyte fuel cells, Journal of Power Source (2005) 145, 555- 562.

### Sonstige Aufsätze, Conference Papers, Podcasts
- E. Wagner: Smartes Tankgerät für Wasserstoff holt die Energieproduktion in die heimische Garage, House of Energy (2023), PERSPEKTIVEN 2022/23, Gastbeiträge
- M. Nettelbeck: Die Zukunft der Brennstoffzelle – Gast: Prof. Dr. Enno Wagner, 2050 Der Future Podcast, 5. April 2023
- E. Wagner, E. Delp: Bifunctional catalysts for energy storage with high-efficient fuel cells. 6th international conference on Catalysts and Chemical Engineering (2022), 22-24 february 2022, San Francisco, CA, United States
- E. Wagner: Der Champagner der Energiewende – Wasserstoff ist ein unverzichtbares Element für die künftige Energielandschaft, Forum Nachhaltig Wirtschaften (2022), 03/2022, ISSN 1865-4266
- J. Nieswand: Für Klimaschutz und Energieversorgung – mit Wasserstoff sauber in die Zukunft, Podcast mit Prof. Enno Wagner (2022) hr-INFO, Wirtschaft (hr-inforadio.de)
- E. Wagner: Wasserstoff als Lösung für die Energiewende? Informationsdienst Wissenschaft IDW (2021). https://nachrichten.idw-online.de/2021/09/23/wasserstoff-als-loesung-fuer-die-energiewende/
- E. Wagner: Wasserstoff – der Stoff der Zukunft: Smartes Tankgerät für Wasserstoff, Informationsdienst Wissenschaft IDW (2020) https://nachrichten.idw-online.de/2020/09/01/wasserstoff-der-stoff-der-zukunft/
- E. Wagner: Die Energiewende als Chance für inklusives Wachstum in Deutschland, Inclusive Productivity, Bertelsmann Stiftung (2021). https://inclusive-productivity.de/die-energiewende-als-chance-fuer-inklusives-wachstum-in-deutschland/
- E. Wagner: Betrachtung von Nachhaltigkeit und Umweltverträglichkeit mit Hilfe des neuen Syntropie-Index, Ökologisches Wirtschaften (2018) 3, Jahrgang 33
- E. Wagner, S. Betz, F. Horn, D. Neumaier, G. Link, J. Jelonek: Model Predictive Controller for obtaining uniform Temperature Distribution at Industrial Heating Processes, Technical Paper for SAMPE Conference 18, Southampton, 11th - 13th September (2018)
- E. Wagner, D. Zöller, T. Lammersen: Modellbasierte Regelung für den Einsatz in Umweltsimulationsanlagen, VDI-Verlag (2016), Automation, Baden-Baden
- J. Brugmann, E. Wagner, F. Beber: Wärmepumpen: CO2 oder R407C? Die Kälte und Klimatechnik 1 (2012)
- E. Wagner, J. Brugmann, F. Beber: Innovative Luft-/Wasser-Wärmepumpen mit natürlichem Kältemittel und Leistungsregelung, DKV-Tagung (2011), Aachen
- Y. Heng, A. Mhamdi, E. Wagner, W. Marquardt, P. Stephan: Identification of boiling heat fluxes in a single-bubble nucleate boiling experiment using a three-dimensional transient heat conduction model, Proceedings 6th International Conference on Inverse Problems in Engineering (2008) Paris
- E. Wagner, P. Stephan: Experimental study of local temperature distribution and heat transfer mechanisms during nucleate boiling of binary mixtures. 5th European Thermal-Sciences Conference Eurotherm (2008) Eindhoven
- E. Wagner, A. Sprenger, P. Stephan, O. Koeppen, F. Ziegler, H. Auracher: Nucleate boiling at single artificial cavities: Bubble dynamics and local temperature measurements, 6th International Conference on Multiphase Flow ICMF (2007) Leipzig
- E. Wagner, P. Stephan, O. Koeppen, H. Auracher: High resolution temperature measurements at moving vapor/liquid and vapor/liquid/solid interfaces during bubble growth in nucleate boiling, 4th International Berlin Workshop on Transport Phenomena with Moving Boundaries, Berlin (2007)